# Cahita
Cahita, grupa srodnih sjevernoameričkih plemena nastanjenih u sjeverozapadnoj obali Meksika na donjim tokovima rijeka Sinaloa, Fuerte, Mayo i Yaqui u Sonori i Sinaloi. Njihov broj iznosio je oko 100,000 u vrijeme dolaska prvih Španjolaca i bili su najbrojnija jezična grupa u sjevernom Meksiku. Cahite govore srodnim Taracahitian dijalektima po kojima su srodnici narodima Nahuatlan iz južnog Meksika i Shoshonean na zapadu SAD.-a. 
Cahite su bili agrikulturan narod a demonstrirali su i svoju efektivnu vojnu organizaciju. Tijekom 17. stoljeća jezuitski misionari okupili s Cahita plemena oko svojih misija gdje su preobraćeni na kršćanstvo.
Glavna preživjela plemena Mayo i Yaqui odigrala su važnu ulogu u novijoj meksičkoj povijesti. Između 1905. i 1910. na tisuće ih je deportirano na poluotok Yucatán, a ostali su se raspršili kroz sjeverozapadni Meksiko i jugozapad Sjedinjenih Država. Svoj posljednji ustanak Yaqui su podigli  1927. Znatan dio danas ih živi i u Arizoni pod imenom Pascua Yaqui.

## Plemena
- Bamoa, južno od rijeke Río Sinaloa,
- Cinaloa (Sinaloa), na gornjem toku Río Fuerte,
- Mayo, na rijeci Río Mayo,
- Tehueco, na rijeci Río Oteros,
- Yaqui, na rijeci Río Yaqui,
- Zuaque, na donjem toku Río Fuerte.

Pleme Vacoregue, koje Manuel Orozco y Berra svrstava među Cahite, Swanton navodi kao granu Guasave Indijanaca.

## Vanjske poveznice
- Cahita Indian Tribe History  Arhivirana inačica izvorne stranice od 9. studenoga 2007. (Wayback Machine)